# جيل ديكسون
جيل ديكسون (بالإنجليزية: Jill Dixon)‏ هي ممثلة بريطانية، ولدت في 1935 في إنجلترا في المملكة المتحدة.

## وصلات خارجية
- جيل ديكسون على موقع IMDb (الإنجليزية)
- جيل ديكسون على موقع أول موفي (الإنجليزية)
- جيل ديكسون على موقع قاعدة بيانات الأفلام السويدية (السويدية)
- جيل ديكسون على موقع قاعدة بيانات الفيلم (الإنجليزية)
- جيل ديكسون على موقع كينوبويسك (الروسية)